# Hummerkriget (konflikt)

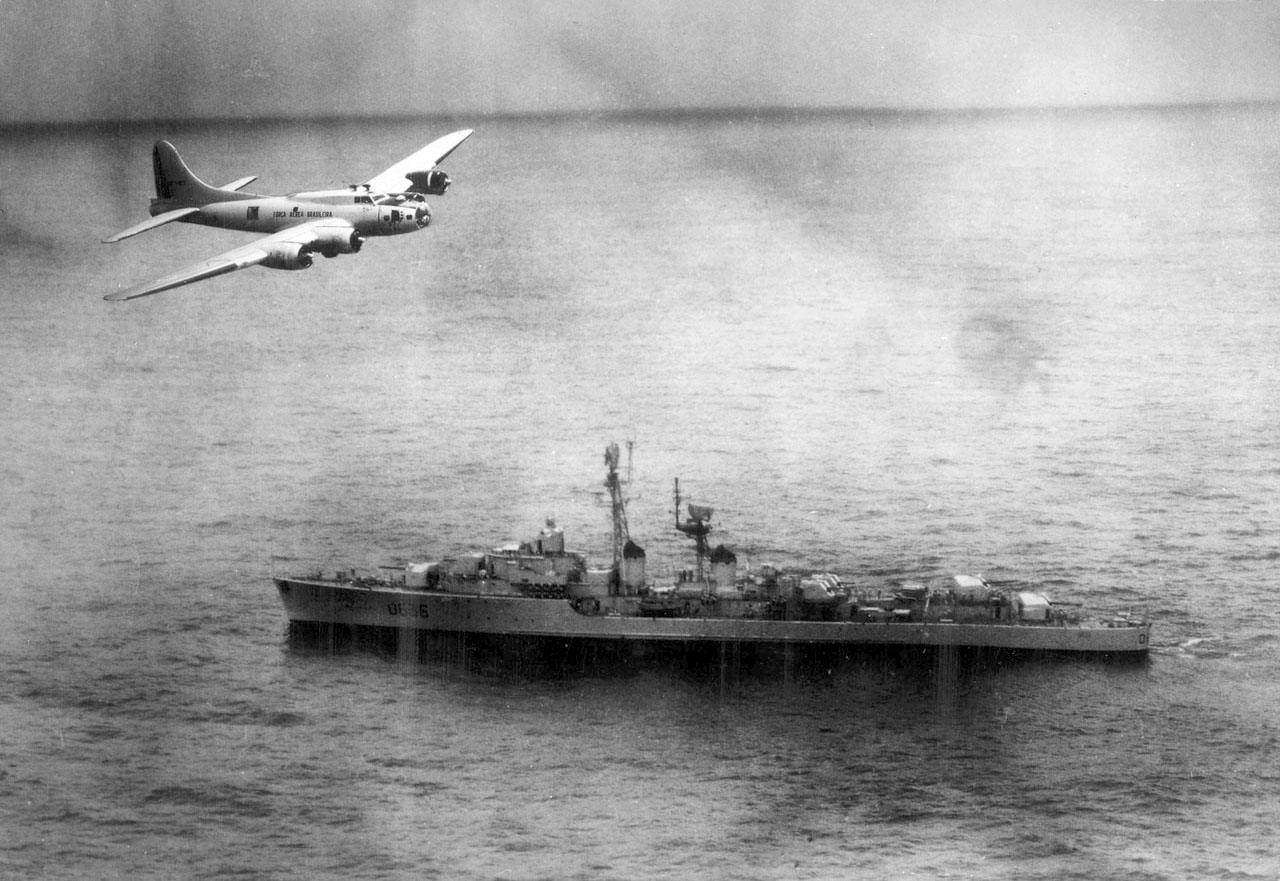
En brasiliansk B-17 flyger ovanför den franska jagaren Tartu. Foto från 1963.

Hummerkriget är en skämtsam benämning på en konflikt mellan Brasilien och Frankrike om fiskerätten på kontinentalsockeln utanför Sydamerika. Konflikten gällde fiske av kräftdjur och varade från 1961 till 1964.
År 1961 började franska hummerfiskare att utvidga sitt fiskeområde från Mauretanien till västra sidan av Atlanten. Man fick riklig fångst av hummer på ett djup av 100–200 meter utanför Brasiliens dåvarande territorialvattengräns. Brasilianska fiskare från Pernambuco fann konkurrensen från de större och modernare franska fiskefartygen övermäktig, och klagade till sin regering som skickade två korvetter för att köra bort de franska fartygen. Fransmännen vägrade att lämna området och begärde i sin tur uppbackning av franska flottan; något som fick Brasiliens flotta att höja stridsberedskapen och skicka fler fartyg till området. Både Frankrikes president Charles de Gaulle och Brasiliens president João Goulart ställde upp för fiskarna i de egna länderna och vägrade att göra några eftergifter till den andra sidan. Frankrike skickade jagaren Tartu till området, men den kördes bort av kryssaren Tamandaré och hangarfartyget Minas Gerais. Den 2 januari 1962 bordade brasilianska styrkor det franska fiskefartyget Cassiopée vilket fick situationen att närma sig kokpunkten.
Ärendet togs upp i en internationell domstol där Frankrike hävdade att humrar simmar och därför faller under samma regler som fisk, varför fiskebåtar kunde fånga dem oberoende av nationalitet. Brasilien ville inte tillåta de franska fiskefartygen att fiska närmare än 160 kilometer från Brasiliens kust med argumentet att kräftdjuren är bottenlevande och krälar på kontinentalsockeln och därför räknades till Brasiliens ekonomiska zon.
Konflikten löstes genom att Brasilien utsträckte sitt territorialvatten till 200 sjömil, det vill säga 370 kilometer, varefter kräftdjuren som konflikten gällde befann sig på brasilianskt vatten.